# Combat de Niaki
Guerre du Mali
Batailles
Le combat de Niaki se déroule le 12 novembre 2020 lors de la guerre du Mali.

## Déroulement
Le soir du 12 novembre 2020, les forces françaises mènent une attaque contre un campement du Groupe de soutien à l'islam et aux musulmans près du village de Niaki, à 180 kilomètres à l'est de Mopti,. Celui-ci est bombardés par quatre Mirage 2000 venus de Niamey,. Trois hélicoptères Caïman déposent ensuite au sol des soldats du Groupement de commandos de montagne,. Appuyés par les tirs de quatre hélicoptères Tigre, ces derniers mènent ensuite un combat au sol d'environ une heure,.

## Pertes
Le lendemain, l'état-major des armées françaises annonce qu'une trentaine de djihadistes ont été tués dans l'opération. Une vingtaine de motos et de l'armement sont également saisis et détruits.